# Michael Sendivogius

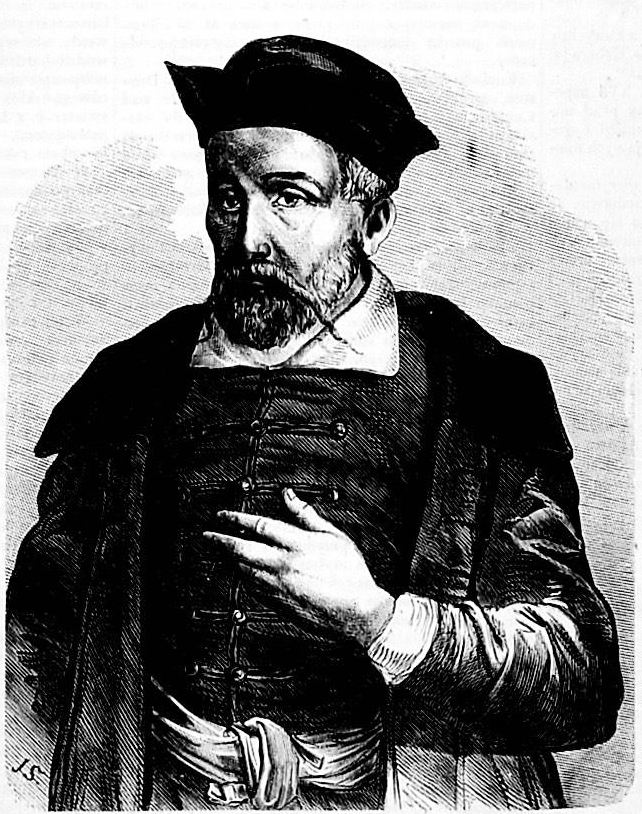
Michael Sendivogius

Michael Sendivogius (Pools: Michał Sędziwój) (1566 – 1636) was een Poolse alchemist, scheikundige en arts. 
Sendivogius was een pionier op het gebied van de chemie. Hij ontwikkelde manieren om verschillende zuren, metalen en andere chemische verbindingen te kunnen maken. Zijn belangrijkste ontdekking was dat lucht geen enkelvoudige stof is en dat lucht een levensgevende stof bevat, die bijna twee eeuwen later de naam zuurstof zou krijgen. Deze ontdekking werd in latere tijden in de jaren 1770 opnieuw gedaan door Carl Wilhelm Scheele en Joseph Priestley. Sendivogius identificeerde dit 'voedsel voor het leven' met het gas (zuurstof) dat vrijkomt door nitrum (salpeter) te verhitten. Deze stof, het 'centrale nitrum', had een centrale positie in Sendivogius' schema van het universum.
Bijna zeker maakte de Hollandse uitvinder Cornelis Drebbel in het begin van de jaren 1620 in Londen gebruik van deze vinding van Sendivogius bij zijn testen van de eerste duikboot. Beide heren waren in de jaren 1610-1612 in Praag, het toenmalige mekka van de alchemie met elkaar in contact gekomen. 